# مونرو آبي
مونرو آبي هو محامي كندي، ولد في 1904، وتوفي في 28 نوفمبر 1993.